# Ribautiana tenerrima
Ribautiana tenerrima, auch Beerenblattzikade genannt, ist eine Zikade der Unterfamilie der Blattzikaden (Typhlocybinae) innerhalb der Unterordnung der Rundkopfzikaden (Cicadomorpha).

## Merkmale
Die blass weißlich-gelben Zikaden besitzen eine Länge von 3–3,5 mm. Von anderen Arten der Gattung Ribautiana unterscheidet sich die Zikadenart durch die weißen schräg verlaufenden Trennlinien zwischen Corium und Clavius. Der Scheitel ist deutlich schmäler als das sich anschließende Pronotum. An den Vorderflügelenden befinden sich jeweils drei charakteristische dunkle Flecke.

## Verbreitung
Ribautiana tenerrima ist in Europa weit verbreitet und häufig. Das ursprüngliche Verbreitungsgebiet erstreckt sich vermutlich über Europa und den Westen Asiens. In Nordamerika und in Neuseeland wurde die Art eingeschleppt. In Nordamerika wurde sie erstmals 1947 in British Columbia nachgewiesen. 1964 wurde die Art erstmals in Neuseeland gemeldet.

## Lebensweise
Die Imagines beobachtet man von Juni bis Dezember. Zu den Wirtspflanzen von Ribautiana tenerrima gehören verschiedene Rubus-Arten wie Brom-, Him- und Boysenbeeren. Ribautiana tenerrima ist ein Vektor von Phytoplasma und gilt als ein weniger bedeutender Schädling an Beeren-Kulturen.

## Taxonomie
In der Literatur finden sich folgende Synonyme:
- Typhlocyba tenerrima Herrich-Schäffer, 1834
- Typhlocyba rubi Hardy, 1850
- Typhlocyba misella Boheman, 1852
- Ribautiana disjuncta Zachvatkin, 1947